# Open-Top-Containerschiff
Ein Open-Top-Containerschiff ist ein Containerschiff, das auf einem Teil oder dem kompletten Laderaum keine Lukendeckel hat.

## Besonderheiten

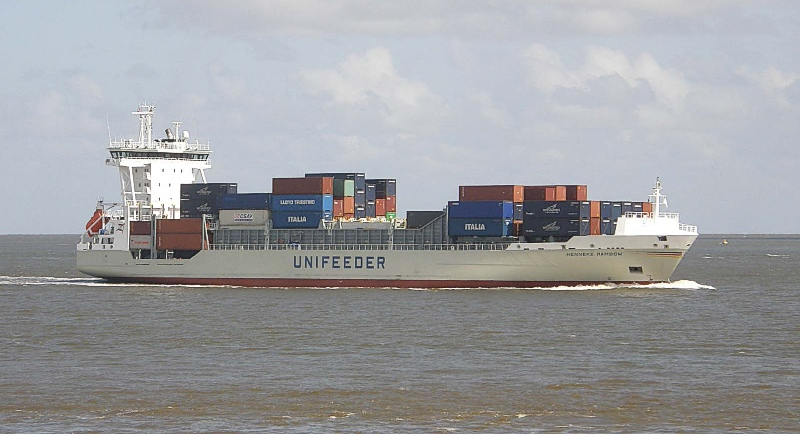
Open-Top-Containerschiff Henneke Rambow, Sietas Typ 168

Die Bezeichnung Open-Top-Containerschiff leitet sich aus der Art der nach oben hin offenen Konstruktion ab (engl. open top = oben offen). Auf Schiffen dieser Art werden die zu ladenden Container vom Laderaumboden über das bei herkömmlichen Containerschiffen mit Lukendeckeln verschlossene Deck hinaus übereinandergestapelt. Die Stauung an Deck wird dabei von nach oben reichenden Führungsschienen, den Cellguides, unterstützt. Die Vorteile liegen in der Verringerung der Be- und Entladezeiten sowie der Gewichtseinsparung durch den Wegfall der Lukendeckel. Demgegenüber ist ein leistungsfähiges Pumpsystem, ein hoher Freibord und ein entsprechend gestaltetes Vorschiff nötig, um zu große Mengen an überkommendem beziehungsweise eindringendem Seewasser zu vermeiden. Dadurch, dass die Lukendeckel fehlen, muss darüber hinaus höherfester Stahl eingesetzt und die Gurtung versteift werden.

## Geschichte

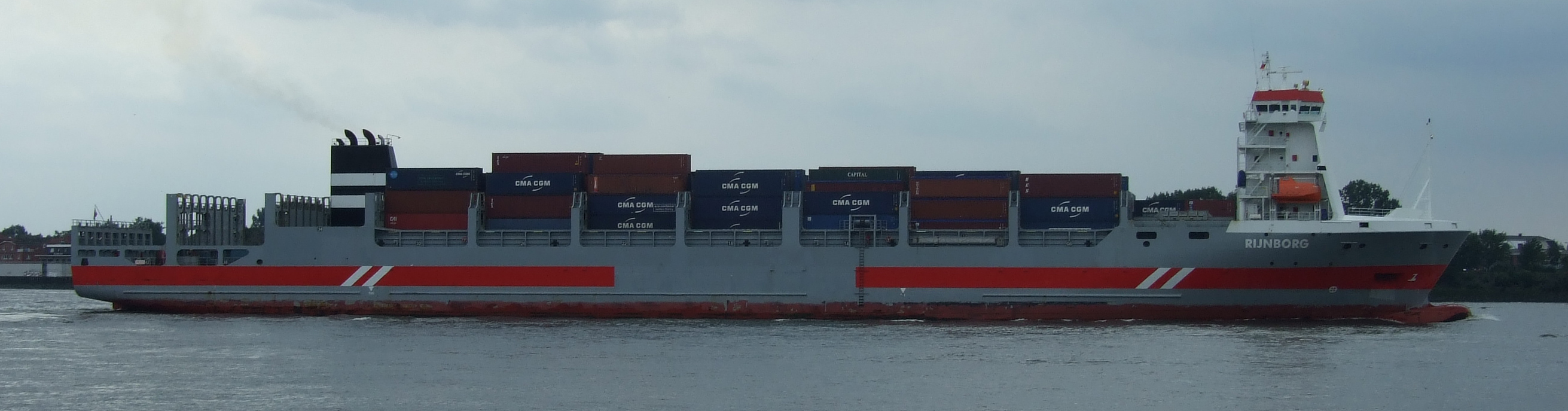
Die Rijnborg

Das weltweit erste Open-Top-Containerschiff ist die 1990 von der Teraoka-Werft in Nandan-chō gebaute Bell Pioneer mit 301 TEU. Im Jahr 1992 baute dieselbe Werft mit der Euro Power ein leicht vergrößertes Schwesterschiff der Bell Pioneer. Im Auftrag der Reederei Nedlloyd folgten 1991/92 deutlich größere Containerschiffe, die als Ultimate-Container-Carrier-Typ von Mitsubishi Harima Heavy Industries und Ishikawajima Harima Heavy Industries gebaut wurden. Die Serie umfasste zunächst fünf Panamax-Schiffe. Ebenfalls auf niederländische Rechnung entstanden 1992/93 die jeweils 1646 TEU fassenden Atlantic Lady und European Express auf der Verolme-Werft im niederländischen Heusden. Ab 1993 entstanden bei der HDW in Kiel die Schiffe der Norasia-Fribourg-Klasse und im Jahr 1994 lieferte die Verolme-Werft zwei weitere aber mit einer Kapazität von 558 TEU etwas kleinere Open-Top-Schiffe ab, die Reggeborg und Reestborg. Im selben Jahr folgten die bisher größten Open-Top-Schiffe, die Postpanamax-Ultimate-Container-Carrier, Nedlloyd Hongkong und Nedlloyd Honshu. Aus Gründen der Wirtschaftlichkeit kam man jedoch wieder davon ab, Open-Top-Schiffe mit mehr als 1000 TEU zu bauen. 1996 begann die Hamburger Sietas-Werft mit dem Bau mehrerer, zum Teil äußerst erfolgreicher, Open-Top-Containerschiffstypen der Baureihen Typ 160, Typ 168 sowie Typ 178. Für die Reederei Wagenborg wurde 2007 von der IHC-Werft in den Niederlanden der Open-Top-Einzelbau Rijnborg gebaut, dem aber keine Serienfertigung folgte. Die in Singapur ansässige X-Press Feeders Group stellte ab 2024 die ersten Technolog Stream CV 1259 in Dienst, die in China gebaut werden und vom Hamburger Ingenieurbüro Technolog Services entworfen wurden.

## Galerie

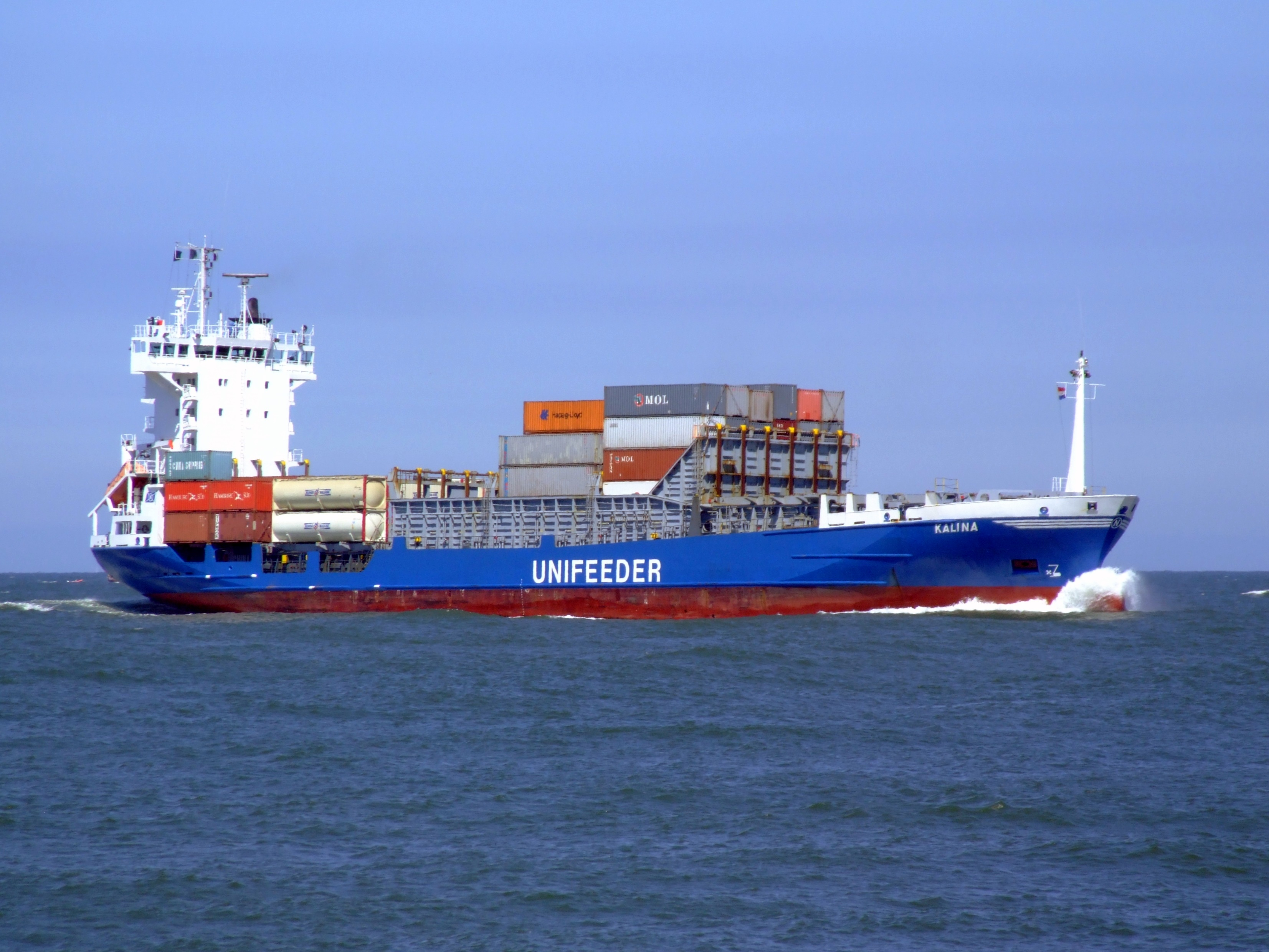
Die Kalina, Sietas Typ 160
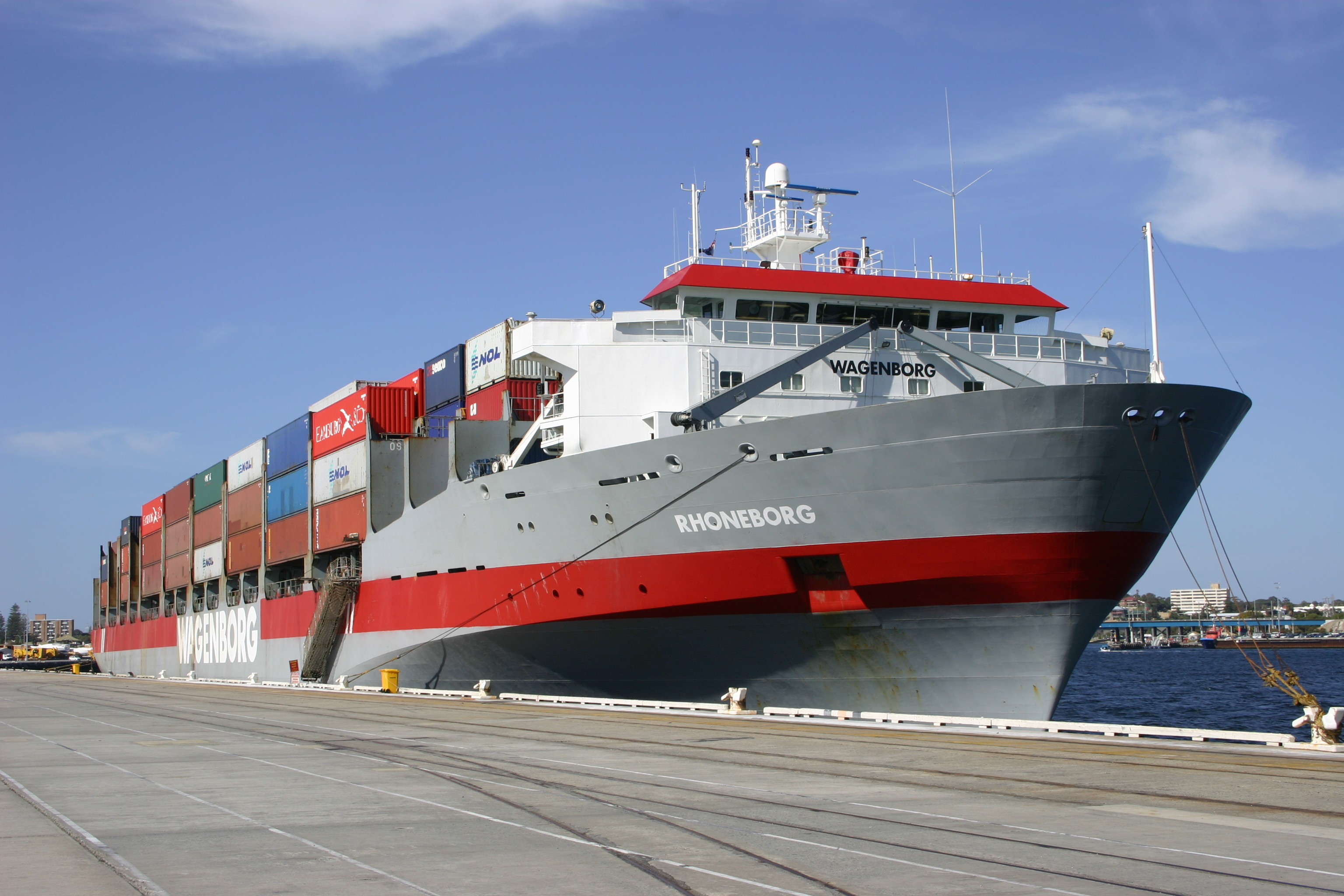
Die Rhoneborg (1646 TEU)
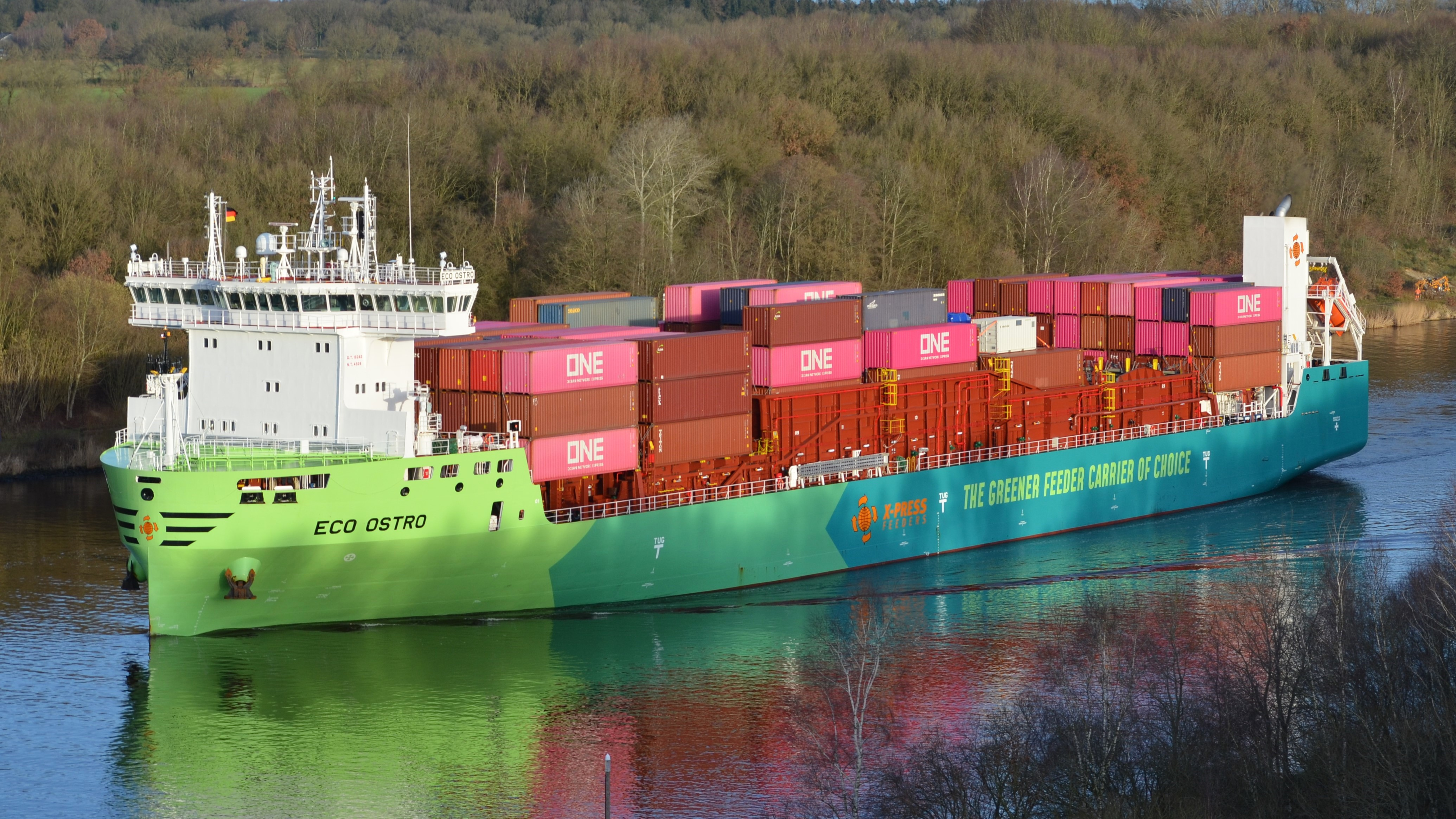
Die Eco Ostro, Technolog Stream CV 1259